# 土屋秀人
土屋 秀人（つちや ひでと）は、日本の空手家。

## 経歴
中学時代は空手部がないため陸上部に所属、群馬県立前橋工業高等学校から帝京大学に進学。卒業後はシャインに所属。
1995年、1997年、1998年、全日本選手権成年男子形で準優勝、1998年、フランスで行われた第1回世界大学空手道選手権大会に出場し男子形で優勝。1999年、全日本選手権成年男子形で3位。
2000年～2004年、全日本選手権成年男子形で5年連続優勝。その間、2001年、マレーシア・クアラルンプールで行われた第5回アジア選手権に日本代表として出場し男子形で優勝。2003年、国民体育大会に群馬県代表として出場し、一般男子個人型の部優勝。日本空手松涛会全国大会で成年男子個人形で優勝。日本スポーツ賞優秀賞受賞。
2004年、第6回アジア選手権に日本代表として出場。男子形で台湾のリー・タ・チウンを破り優勝。第22回全日本実業団空手道選手権大会形試合男子個人戦で優勝。国民体育大会に群馬県代表として出場し、成年男子形で地元の片田貴士選手に敗れ準優勝。
2012年、2013年、国際交流基金によってサウジアラビアに派遣されて空手の指導を行っている。